# Arthur (film)
Arthur är en amerikansk långfilm från år 2011 som regisserades av Jason Winer.

## Handling
Arthur är en rik man med alkoholproblem som faller för en kvinna som hans familj inte gillar. Om han inte gifter sig med en kvinna som familjen godkänt, så går han miste om ett stort arv.

## Om filmen
Filmen är en nyinspelning av En brud för mycket från år 1981. Det gick nästan exakt 30 år mellan originalet och nyinspelningen. En hel del har ändrats i den här nya versionen. Exempelvis var betjänten Hobson en man (spelad av John Gielgud) i originalet, men i den nya versionen är Hobson en kvinna (spelad av Helen Mirren). 
I originalversionen spelades Arthur av Dudley Moore medan han spelas av Russell Brand i nyinspelningen.

## Rollista i urval
- Russell Brand - Arthur
- Helen Mirren - Hobson
- Greta Gerwig - Naomi
- Jennifer Garner - Susan
- Geraldine James - Vivienne
- Nick Nolte - Burt Johnson